# Nekoda Smythe-Davis
Nekoda Smythe-Davis (Londra, 22 aprile 1993) è una judoka britannica.
Nel 2016 ha partecipato ai Giochi olimpici di Rio de Janeiro vincendo al primo turno contro il l'austriaca Sabrina Filzmoser e venendo eliminata al secondo turno per aver subito tre shido contro la francese Automne Pavia.

## Palmarès
- Mondiali

Budapest 2017: bronzo nei -57kg.
Baku 2018: argento nei 57 kg.
- Universiade:

Glasgow 2014: oro nei -57kg.
- Campionati europei juniores:

Sarajevo 2013: bronzo nei -57kg.

### Vittorie nel circuito IJF
| Data             | Località   | Paese    | Categoria |
| ---------------- | ---------- | -------- | --------- |
| 1 maggio 2015    | Zagabria   | Croazia  | Gran Prix |
| 23 febbraio 2018 | Düsseldorf | Germania | Gran Slam |